# فمکه دکر
فمکه دکر (انگلیسی: Femke Dekker؛ زادهٔ ۱۱ ژوئیهٔ ۱۹۷۹) قایقران روئینگ، و نویسنده اهل پادشاهی هلند است.